# Главный корпус Харьковского университета
Гла́вный ко́рпус Харьковского университета (до того — Дом Проектов, Домпроектострой) — центральное здание университетского комплекса Харьковского национального университета, расположенного на центральной площади города Харькова — площади Свободы (до 1996 года — «Площадь Дзержинского»). Памятник архитектуры в стиле конструктивизм. Одна из трёх Харьковских высоток. До строительства в 1954 году в Киеве высотного дома по улице Крещатик, 25 являлось самым высоким зданием на территории Украины. Высота — 66 метров, этажность центрального крыла — 14. Построено в 1930—1932 годах, архитекторы С. С. Серафимов и М. А. Зандберг-Серафимова.

## История строительства
Для выбора оптимального проекта здания был организован всесоюзный конкурс на лучший проект.
5 февраля 1930 года победу одержал совместный проект архитекторов Сергея Саввича Серафимова и Марии Андреевны Зандберг-Серафимовой под названием «Догнать и обогнать». Второе место получили братья Веснины, третье — харьковские архитекторы Г. А. Яновицкий и М. Л. Мордвинов. Все три проекта предполагали строительство здания в стиле конструктивизм.
Строительство началось 15 апреля 1930 года. Планировалось, что здание будет построено из монолитного железобетона, однако, в целях экономии, перекрытия между этажами были сделаны деревянными. К 1932 году строительство было закончено. Здание имело 14 этажей, высоту в 68,5 метров и полезную площадь, равную 50 тыс. квадратных метров.
Во время Великой Отечественной войны здание было сильно повреждено, но выстояло, и в 1950-х годах началось его восстановление. Было решено производить реконструкцию по проекту, предусматривающему замену параллелепипедной башни на башню с квадратным поперечным сечением и шпилем на вершине. Однако после смерти Сталина в проект были внесены изменения, и шпиль был отменён. Тем не менее, изначально предполагавшийся вид восстановленного здания и сейчас можно видеть на большой фреске, украшающей стены южного зала ожидания, находящегося на территории Южного вокзала.
Проект данного здания со шпилем как интересного образчика архитектуры (архитекторы Костенко, Ермилов, Жилкин) был опубликован на страницах справочной книги «Харьков» 1953 года Харьковского газетно-журнального издательства. Также и на Лопанской стрелке была запроектирована «сталинская высотка» со шпилем как архитектурная доминанта центра города. Также шпилями должны были быть увенчаны Центральный универмаг (Харьков), Дом со шпилем (Харьков) и дом на углу Театрального спуска и ул. Потебни. После кончины И. В. Сталина все данные проекты были отменены, кроме законченного постройкой в 1954 году шпиля дома ХТГЗ на площади Тевелева.
Здание восстанавливалось в рамках масштабного послевоенного восстановления города после  немецкой оккупации, когда в 1952 году в центре Харькова одновременно возводилось или реконструировалось более ста крупных зданий.
До 1961 года силами студентов Харьковского государственного университета здание было полностью отреставрировано по проекту архитекторов В. П. Костенко, В. И. Лифшица и инженеров О. Иванченко, В. Дудника.
В результате реконструкции были достроены крылья, переходы между ними и центральной башней, новый актовый зал на 2-м этаже; фасады здания были облицованы керамической плиткой. Была демонтирована плоская горизонтальная «парящая» плита на крыше центральной башни. В 1946 году на фасаде, обращенном к парку Шевченко, были установлены часы и барометр.
По завершении восстановительных работ здание частично сменило свой архитектурный стиль с конструктивизма на сталинский ампир и уменьшилось по высоте до 66 метров. Полезная площадь увеличилась до 60 тысяч квадратных метров.
Уже в 1990-х годах над парадным входом к зданию был пристроен большой портик.
- Дом проектов, 1936 год
- На заднем плане — полуразрушенное здание Дома Проектов, ноябрь 1941 года
- Главный корпус Харьковского университета, 1985 год
- Главный корпус Харьковского университета, 2010 год
- Университет снизу — со стороны реки Лопань через Бурсацкий мост, 2008 год
- Главный корпус Харьковского университета, 2021 год

## Использование
Ещё на этапе проектирования планировалось разместить в этом здании Народный комиссариат — правительство УССР. Но, в связи с переносом столицы республики в Киев, было решено отдать здание под размещение различных строительных и проектных организаций. Впоследствии за зданием закрепилось устойчивое название — Дом Проектов (Домпроектострой).
В 1941 году в результате боевых действий здание было сильно повреждено, вследствие чего около 20 лет стояло пустым.
В 1951 году здание было передано Харьковскому государственному университету имени А. М. Горького в честь 150-летия со дня его основания.
В 1963 году Харьковский университет окончательно переехал в это здание, он располагается там и по сей день.

## Главный корпус Харьковского университета в искусстве
- Реверс Серебряной монеты номиналом в 5 гривен с изображением Главного корпуса.
- Почтовый конверт 1981 года с изображением Главного корпуса.